# Kings County (Californien)
Kings County er et amt beliggende i den centrale del af den amerikanske delstat Californien. Hovedbyen i amtet er Hanford. I år 2010 havde amtet 415.057 indbyggere.

## Historie
Amtet blev grundlagt i 1893 med den vestlige del af Tulare County. I 1909 blev 540 km² af Fresno Countys areal tilføjet til den nordvestlige del af Kings County.

## Geografi
Ifølge United States Census Bureau er Kings' totale areal på 3.603,9 km², hvoraf de 1,3 km² er vand. 

### Grænsende amter
- Kern County - syd
- Tulare County - øst
- Fresno County - nord, nordvest
- Monterey County - vest
- San Luis Obispo County - sydvest

### Byer i Kings
| - Armona - Avenal - Corcoran - Hanford - Kettleman City - Lemoore - Stratford |